# Jacala de Ledezma
Jacala de Ledezma là một đô thị thuộc bang Hidalgo, México. Năm 2005, dân số của đô thị này là 12057 người.